# Verasan
Verasan (en francès Véraza) és una vila de la regió d'Occitània, al departament de l'Aude, districte de Limós, cantó de Limós, d'uns 45 habitants a uns 450 metres d'altitud. Hi ha una església parroquial dedicada a la Verge Maria.
Antigament anomenada Varadanum, Verazanum i Castrum de Verazano, el segle xvii s'esmenta com Beraza i el 1807 com llogarret de Véraza. Amb el nom de Véraza fou elevada d'aldea a comuna l'11 de juny de 1878.